# شبیه سازی جنگی دیجیتال
شبیه ساز جنگی دیجیتال (به انگلیسی: Digital Combat Simulator) یا دی‌سی‌اِس، یک بازی شبیه سازی پرواز جنگی است که توسط ایگل داینامیکس و مجموعه جنگنده ساخته شده‌است.
دی‌سی‌اس ورلد یک بازی رایگان است که شامل دو هواپیمای رایگان و دو نقشه رایگان است. ماژول‌ها محتوای قابل بارگیری هستند که بازی را با هواپیماهای اضافی، نقشه‌ها و سایر مطالب گسترش می‌دهند. کمپین‌ها مجموعه ای از ماموریت‌ها هستند. ماژول‌ها و کمپین‌ها توسط ایگل داینامیکس و همچنین شخص ثالث تولید می‌شوند.

## روند بازی
دی‌سی‌اس یک بازی شبیه‌ساز است که در آن بازیکنان یادمی‌گیرند چگونه هواپیما را با استفاده از روشهای واقع بینانه روشن و هدایت کنند. هواپیماها به‌طور دقیق از داده‌های دنیای واقعی مدل می‌شوند، از جمله مدل‌های پرواز معتبر و زیر سیستم‌ها و کابین‌های دقیق با دکمه‌ها و سوئیچ‌های تعاملی. کتابچه‌های دیجیتال تاریخ، سیستم‌ها و عملکرد هر هواپیما را با جزئیات گسترده مستند می‌کنند. این بازی پشتیبانی گسترده‌ای برای جوی‌استیک و دستگاه‌های ورودی Hotas از گیم پد تا ۱:۱ کابین کپی‌های ماکت دارد.
دی‌سی‌اس طیف گسترده‌ای از عملیات جنگی‌را مانند گشت هوایی، داگ‌فایت، حملات هوایی، پشتیبانی هوایی نزدیک، هدف قراردادن دفاع هوایی دشمن و ترابری پشتیبانی می‌کند. ده‌ها هواپیمای نظامی و هلیکوپتر در دسترس هستند که از دوره‌های جنگ جهانی دوم از طریق جنگ سرد تا اوایل قرن بیست و یکم می‌گذرد. ماژول‌های محبوب از مارس ۲۰۲۲ شامل آپاچی، اف-۱۶، اف-۱۸، اف-۱۴- و ای-۱۰ است.
درون بازی یک ویرایشگر مأموریت برای کاربران درج شده‌است تا ایده‌ها و کمپین‌های خاص خود را با پشتیبانی از برنامه‌نویسی در لوا ایجاد کنند. کاربران می‌توانند سرورهای خود را با مأموریت‌های کاربر برای چند نفره بازیکن مقابل دشمن و بازیکن مقابل بازیکن میزبانی کنند. جامعه ابزارهایی را برای ایجاد مأموریت‌ها با استفاده از نسل رویه ای ایجاد کرده و میزبان سرورهایی است که جبهه‌های نبرد پویا را شبیه‌سازی می‌کنند.
دی‌سی‌اس ورلد به عنوان یک بستر مدولار متحد عمل می‌کند. این به کاربران ماژول‌های مختلف اجازه می‌دهد تا بین هواپیما جابجا شوند و در یک کلاینت بازی واحد با بازیکنان دیگر بازی کنند. این پلتفرم همچنین به توسعه دهندگان شخص ثالث اجازه می‌دهد تا ماژول‌ها را از طریق فروشگاه ایگل داینامیکس منتشر کنند. مودهای انجمن بازی نیز تولید شده‌اند.